# Skylark (песня)
«Skylark» (с англ. — «Жаворонок») — американская популярная песня, автором слов которой стал Джонни Мерсер, а автором музыки — Хоги Кармайкл, впервые она была опубликована в 1941 году.
Кармайкл написал мелодию, основанную на импровизации корнета Бикса Бейдербека, как «Bix Licks», для проекта по превращению произведения «Молодой человек с трубой» в бродвейский мюзикл. После того как этот проект провалился, Кармайкл пригласил Джонни Мерсера, чтобы тот написал текст песни. Мерсер признался, что он переписывал текст в течение года после того, как получил музыку от Кармайкла, прежде чем смог прийти к окончательному варианту. Мерсер вспомнил, что Кармайкл сначала несколько раз звонил ему по поводу текста песни, но к тому времени, когда Мерсер, наконец, написал его, забыл о песне. Тоска, выраженная в стихах, была основана на тоске Мерсера по Джуди Гарленд, с которой у него был роман.
В 1942 году песню записали сразу несколько артистов, включая оркестр Гленна Миллера (вокал Рэя Эберли), оркестр Гарри Джеймса (вокал Хелен Форрест), Дину Шор и Бинга Кросби. Впоследствии песню стало включать в своей репертуар множество артистов, она стала считаться джазовым стандартом.